# Sabine Lisicki
Sabine Katharina Lisicki (Troisdorf, 1989. szeptember 22. –) német hivatásos teniszezőnő, olimpikon.
2006-ban kezdte profi pályafutását. Egyéniben négy WTA- (2009 Charleston, 2011 Birmingham, 2011 Dallas, 2014 Hongkong) és három ITF-tornát (2007 Jersey, 2007 Toronto, 2023 Calgary) nyert meg, párosban négy WTA-tornagyőzelme van (2011 és 2012 Stuttgart, 2014 Miami, 2015 Brisbane). A Grand Slam-tornákon legjobb eredményét egyéniben a 2013-as wimbledoni teniszbajnokságon, párosban a 2011-es wimbledoni teniszbajnokságon érte el, amelyeken döntőt játszott.
Legjobb egyéni világranglista-helyezése a tizenkettedik, ezt 2012 májusában érte el, párosban a 35. hely, amelyre 2012. április 9-én került. 2010-ben bokasérüléssel bajlódott, így kiesett a legjobb százból, de 2011-ben visszatért, és megjavította korábbi legjobb helyezését.
2008-tól Németország Fed-kupa-válogatottjának tagja. A 2012-es londoni olimpián egyéniben, párosban és vegyes párosban is indult, az utóbbiban bronzmérkőzést játszott.
A 2020–2022 közötti időszak jelentős részét folyamatos sérülések miatt kihagyni kényszerült. 2023 novemberében, kilenc év után nyert ismét tornát, amikor első lett egy ITF W60-as tornán.

## Pályafutása
Sabine Lisicki Nick Bollettieri floridai teniszakadémiáján teniszezik, lakhelyén, az Amerikai Egyesült Államokban. A 2007-es esztendő Lisicki számára igen sikeres volt, miután a világranglista 497. helyéről a világranglista 237. helyére kapaszkodott fel év végéig. Ebben az évben szerezte meg két ITF-tornagyőzelmét Jerseyben és Torontóban.

### 2008
2008-ban vett először részt Grand Slam-tornán, rögtön év elején az Australian Openen, ahol a selejtezőből feljutva az első körben a 16. kiemelt orosz Gyinara Szafinát verte meg három szettben 7–6(4), 4–6, 6–2-re. A második fordulóban az ukrán Marija Koritcevát győzte le 6–1, 7–5-re. A harmadik körben a dán Caroline Wozniacki állította meg Lisickit (a mérkőzés végeredménye 4–6, 6–4, 6–3 lett).
A következő nagy sikerét a Miamiban megrendezett Sony Ericsson Openen érte el, ahol a harmadik körben az 5. kiemelt Anna Csakvetadzét verte meg 7–5, 6–1-re, de a következő körben kikapott az akkori világranglista 11. Jelena Gyementyjevától sima két szettben.
Második Grand Slam-tornáján, a Párizsban megrendezett Roland Garroson korántsem ért el olyan sikereket, mint év elején Melbourne-ben, ugyanis bár az első kört sikeresen megvívta az orosz Jelena Vesznyina ellen, de a második fordulóban Szávay Ágnes megállította őt.
Wimbledonban sem ért el jó eredményt, az első körben búcsúzott, ellenfele a francia Marion Bartoli volt. A US Openen sem volt sok sikerélménye, a második körben az ukrán Aljona Bondarenko győzte le 6–4, 1–6, 6–4-re.
Októberben Lisicki Taskentben bekerült élete első WTA-döntőjébe, de a román Sorana Cîrsteával szemben elbukott a döntő szett tie-breakjében.

### 2009
Lisicki az Australian Openen kezdte az évet, ahol a második körig jutott. Az első fordulóban búcsúztatta a 30. kiemelt Aleksandra Wozniakot, de a második körben alulmaradt a hazai pályán játszó Samantha Stosurral szemben. Februárban a német válogatott színeiben részt vett Fed-kupa első fordulójában. A svájciak elleni párharc során 6–0, 6–4-re megverte Bacsinszky Tímeát, de kikapott Patty Schnydertől 6–7(4), 7–5, 6–1-re.
Memphisben a Cellular South Cupon Lisicki az elődöntőig menetelt, és olyan játékosokat vert meg, mint a 3. kiemelt cseh Lucie Šafářová vagy a francia Stéphanie Foretz Gacon, de a későbbi győztes Viktorija Azaranka 6–4, 3–6, 7–6(1)-ra legyőzte. A következő két hónap kevés sikerélményt nyújtott Lisicki számára, ugyanis a BNP Paribas Openen, Indian Wellsben az első körben búcsúzott (Jelena Vesznyina verte meg), míg Miamiban a Sony Ericsson Openen a második körben esett ki, a 26. kiemelt cseh Iveta Benešová búcsúztatta.
A salakszezon nem indult jól számára, első versenyén a MPS Group Championshipsen a második körben búcsúzott. Az ezt követő charlestoni Family Circle Cupon megszerezte első WTA-tornagyőzelmét. A torna folyamán olyan játékosokat vert meg, mint a 2. kiemelt amerikai Venus Williams (a harmadik körben 6–4, 7–6(5)-ra), és a 6. kiemelt francia Marion Bartolit (az elődöntőben 6-3, 6-1-re). Végül a döntőben az 5. kiemelt dán Caroline Wozniackit győzte le 6–2, 6–4-re, így az első tornáját Lisicki szettveszteség nélkül nyerte meg.
Ezután hazai pályán részt vett a Porsche Tennis Grand Prix nevezetű tornán Stuttgartban, ahol a második körben a 3. kiemelt Jelena Janković 7–5, 5–7, 6–3-ra legyőzte őt. Innen Lisicki az Estoril Openre vette az irányt. A negyeddöntőben honfitársával, Anna-Lena Grönefeld ellen játszott, de az első szett 6–2-es elvesztése után Lisickinek fel kellett adnia a meccset, vállsérülése miatt.
Az év második Grand Slam-tornáján, a Roland Garroson így nem is tudott nagy eredményeket elérni. Az első fordulóban 6–2, 1–6, 6–1-re kikapott Lucie Šafářovától. A Wimbledont felvezető füves tornán, az eastbourne-i AEGON Internationalon sem volt sikeres, ugyanis egyesben és párosban is (Ana Ivanović oldalán) az első körben búcsúzott a tornától.
Ekkor még senki sem gondolta, hogy Wimbledonban ő lesz a női mezőny meglepetés-játékosa. Az első körben a világranglista 30. helyén álló orosz Anna Csakvetadzét verte 4–6, 7–6(4), 6–2-re, majd a 2. körben az osztrák Patricia Mayrt múlta felül (6–2, 6–4). A harmadik fordulóban a 2009-es Roland Garros bajnoknőjét, az orosz Szvetlana Kuznyecovát győzte le sima két szettben, a negyedik körben pedig a dán Caroline Wozniacki ellen nyert 6–4, 6–4-es arányban. A negyeddöntőben azonban a világelső orosz Gyinara Szafinát kapta ellenfeléül, és ő nagy falatnak bizonyult a német lány számára, mert három szettben az orosz játékos lépett tovább (6–7(5), 6–4, 6–1).
A US Openen a 23. helyen kiemelt Lisicki két kört ment. Az első fordulóban a francia Aravane Rezaït verte meg 7–6(4), 6–7(4) 6–1-re, majd a második fordulóban kikapott az ekkor még orosz színekben versenyző Anasztaszija Rogyionovától. Rogyionova mérkőzéslabdájánál Lisicki egy hosszú labdamenet közben elcsúszott, és a bal bokája megsérült. A pályát tolószékben kellett elhagynia, de szerencsére a sérülés nem volt komoly.
Szeptember végén már visszatért a sérüléséből, és a tokiói Toray Pan Pacific Openen vett részt, ahol a második körben Jelena Janković, a későbbi döntős verte meg három szettben. Októberben a BGL Luxembourg Openen Lisicki bejutott döntőbe, de a végső győzelmet nem sikerült megszereznie, ugyanis 6–2, 7–5-re kikapott a magyar származású svájci Bacsinszky Tímeától. A döntőig vezető úton Lisicki olyan játékosokat vert meg, mint Iveta Benešová, Polona Hercog, Patty Schnyder és Sahar Peér.

### 2010
A 2010-es Australian Openen ő volt a 21. kiemelt. Az első kört sikeresen vette a horvát Petra Martić ellen, de a második fordulóban Alberta Brianti legyőzte őt három szettben. Bangkokban a PTT Pattaya Openen Lisicki második kiemeltként a második fordulóban szenvedett 6–3, 3–6, 7–5-ös vereséget a hazai pályán játszó Tamarine Tanasugarn ellen. Ezután Dubajban folytatta az évet a Dubai Duty Free Tennis Championshipsen, de itt is a második körben búcsúzott, mert alulmaradt Venus Williamsszel szemben.
A következő két tornáján, az BNP Paribas Openen és a Sony Ericsson Openen a második fordulóban feladta a mérkőzéseit bokasérülésre hivatkozva. A sérülése miatt visszalépett a charlestoni tornától, majd a Roland Garroson és Wimbledonban sem lépett pályára.
A US Openen már elindult, de a második körben a 7. kiemelt Vera Zvonarjova legyőzte őt. Ekkor Lisicki a világranglistán a 94. helyet foglalta el. A US Open után elvérzett a BGL BNP Paribas Luxembourg Open selejtezőiben, így év végére Lisicki a 179. helyre csúszott vissza.

### 2011
A 2011-es évet Lisicki Aucklandben kezdte, az ASB Classicon. A második körben kapott ki a belga Yanina Wickmayertől. Mivel kiesett a top 100-ból, így az Australian Openen selejtezőt kellett játszania, ám a selejtező második fordulójában kikapott az orosz Veszna Manaszijevától 7–6(5), 6–4-re.
Indian Wellsben is a selejtezőben esett ki, ott a román Sorana Cîrstea állította meg őt. Ezután a Sony Ericsson Openen a harmadik körig jutott el, végül az orosz Marija Sarapova búcsúztatta. A tornán Lisicki Czink Melindát és az orosz Nagyja Petrovát győzte le.
A Family Circle Cupon a harmadik körben búcsúztatta őt Szánija Mirza két szoros szettben. A torna második fordulójában Lisicki megverte a világranglista 12. Marion Bartolit. A Stuttgartban megrendezésre kerülő Porsche Tennis Grand Prixn Lisickit a negyeddöntőben búcsúztatta honfitársa, a későbbi győztes Julia Görges.
A Roland Garroson ismét selejtezőket kellett játszania, de ezúttal feljutott a főtáblára. Sorsolása viszont nem volt könnyűnek nevezhető. Az első fordulóban az üzbég Akgul Amanmuradovát győzte le 6–0, 6–4-re, majd a következő körben Vera Zvonarjovát kapta. Az első szettet Lisicki nyerte 6-4-re, majd Zvonarjova a második szettben 7–5-tel egyenlített. Lisickinek a harmadik játszámában 5–2-nél meccslabdája volt, de miután elvesztette az adogatását, a mérkőzés is elúszott számára. Ezután zokogva a salakra feküdt, és hordágyon hagyta el a pályát.
Júniusban az AEGON Classicon Lisicki megszerezte karrierje második WTA-tornagyőzelmé. A döntőig vezető úton megverte a japán Krumm Date Kimikót, Kirsten Flipkenst, Tamira Paszeket, Magdaléna Rybárikovát, Peng Suajt, majd a döntőben Daniela Hantuchovát győzte le 6–3, 6–2-es arányban.
Lisicki Wimbledonban alanyi jogon nem került volna fel a főtáblára, de szabadkártyát kapott a rendezőktől. Az első fordulóban Anastasija Sevastovát verte meg 6–1, 6–1-re, a második körben egy óriási meccsen pedig legyőzte Li Nát, az idei Roland Garros bajnokát 3–6, 6–4, 8–6-ra. Ezután Doi Miszakit verte meg a harmadik körben, a negyedikben pedig Petra Cetkovskát búcsúztatta 7–6(3), 6–1-gyel. A negyeddöntőben Marion Bartoli ellen játszott egy kemény, háromjátszmás meccset, amelyet végül a döntő szettben 6–1-re tudott megnyerni. Lisicki így először jutott be egy Grand Slam-torna elődöntőjébe, ahol azonban Marija Jurjevna Sarapovától 6–4, 6–3-as arányban kikapott, miután az első szettben 3–0-ra is vezetett. Lisicki volt 12 év után az első német teniszező (Steffi Graf után), aki egy Grand Slam-tornán elődöntőbe tudott jutni, és ő volt a második olyan játékos, aki szabadkártyásként elődöntőbe tudott kerülni Wimbledonban. Lisicki a páros versenyen ennél is sikeresebb volt, Samantha Stosurral a döntőben kaptak ki a Květa Peschke–Katarina Srebotnik-duótól 6–3, 6–1-re.
A Bank of the West Classicon nem volt kiemelve, így az első fordulóban is játszania kellett. Simona Halepet legyőzte 6–1, 6–2-re, a második fordulóban párostársát, Samantha Stosurt verte meg, aki a torna 4. kiemeltje volt. A negyeddöntőben ismét egy kiemelt, Agnieszka Radwańska volt az ellenfele. Lisicki a meccset 7–6(4), 2–6, 6–2-es arányban nyerte, így bekerült az elődöntőbe. Az elődöntőben Serena Williamstől kapott ki két játszmában.
Carlsbadban 12. kiemeltként az első meccsén legyőzte a selejtezős Arn Grétát 6–0, 6–2-re, Krumm Date Kimikót a második körben, Coco Vandeweghe-t a harmadik körben, végül kikapott a későbbi döntős Vera Zvonarjovától 6–3, 3–6, 6–4-re. Cincinnatiban az első körben búcsúzott, Sahar Peér 6–4, 7–6(4)-re verte meg Lisickit. Lisicki a második szettet úgy bukta el, hogy Peer 5–0-ra is vezetett, meccslabdái is voltak, onnan visszajött, de végül a tie-breaket elvesztette.
Augusztus huszonhetedikén a Texas Tennis Open döntőjében Aravane Rezaï ellen 6–2, 6–1-re diadalmaskodva megnyerte élete harmadik WTA-címét. A US Openen az első fordulóban Aljona Bondarenkót győzte le. A második körben Venus Williamsszel játszott volna, de az idősebbik Williams testvér betegség miatt (Sjögren szindróma) visszalépett a tornától. A harmadik fordulóban 6–1, 6–0-ra verte meg Irina Falconit, majd a negyedik körben kikapott a 2. helyen rangsorolt Vera Zvonarjovától 6–2, 6–3-as arányban.
Négyhetes kihagyás után vett csak újra részt tornán, méghozzá Pekingben, ahol 14. kiemelt volt. Az első fordulóban Irina-Camelia Begu ellen megnyerte az első játszmát 6–2-re, utána pedig a román teniszező feladta a meccset. A második fordulóban viszont ő adta fel a mérkőzést Kaia Kanepi ellen gyomorrontás miatt. A következő héten Linzben játszott, de már az első körben vereséget szenvedett Alberta Briantitól. Egy héttel később a luxembourgi tornától azonban vissza kellett lépnie, mivel továbbra is a gyomrával bajlódott. Lisicki a visszalépése után a következőket írta Twitter-bejegyzéseiben: "Sajnos vissza kellett lépnem Luxembourgtól, mert még mindig nem érzem magam jól. Nagyon szomorú vagyok emiatt, de az egészség az első, és most sokat kell pihennem."

### 2012
Lisicki a 2012-es évet Aucklandben kezdte, ahol 1. kiemelt volt. Az első fordulóban Virginie Razzanót múlta felül 6–4, 6–4-gyel, majd a második körben honfitársát, Mona Barthelt győzte le 7–6(3), 3–6, 6–3-ra. A negyeddöntőben Angelique Kerber ellen lépett pályára, ám a mérkőzés 4–6, 3–4-es állásnál Lisicki visszalépésével ért véget. Az Australian Openen 14. kiemelt volt. Az első körben legyőzte Stefanie Vögelét 6–2, 4–6, 6–4-re, majd a második körben búcsúztatta Sahar Peért is 6–1, 6–2-vel. A harmadik körben a 18. kiemelt Szvetlana Kuznyecovát ejtette ki szetthátrányból fordítva, 2–6, 6–4, 6–2-vel. A negyedik körben a negyedik kiemelt Marija Sarapovától kapott ki, aki később a döntőig jutott el. A mérkőzést Lisicki szettelőnyből bukta el 3–6, 6–2, 6–3-ra.
A Fed-kupában a cseh válogatott ellen játszott a német csapat tagjaként. Az első meccsen 6–2, 4–3-ra is vezetett Iveta Benešovával szemben, ám ellenfele nem adta fel az ütközetet, és 2–6, 6–4, 6–2-re végül a cseh teniszezőnő nyert. A második mérkőzésen is szettelőnyből kapott ki Petra Kvitovától, 6–7(2), 6–4, 6–1-re. Következő tornája a párizsi Premier kategóriájú verseny lett volna, de vírusos megbetegedés miatt visszalépett a tornától.
Dohában 9. kiemelt volt, de az első körben kikapott honfitársától, Angelique Kerbertől 4–6, 6–4, 6–1-re. 2012-es Dubai Duty Free Tennis Championships tornán az eredeti sorsolás alapján kiemelés nélkül indult volna, ám Petra Kvitová visszalépése miatt ő lett a 9. kiemelt, és ezzel együtt erőnyerő volt az első körben. A második körben legyőzte a selejtezős Iveta Benešovát 6–3, 6–3-ra. A negyeddöntőben viszont kikapott az 5. helyen rangsorolt Agnieszka Radwańskától 6–2, 6–1-re.
Indian Wellsben 11. kiemeltként indult, de erőnyerőként második körben óriási meglepetésre két sima szettben kikapott a világranglista 110. helyén álló Lourdes Dominguez Linótól. A gyors búcsú után, Miamira összeszedte magát, és az erőnyerő első forduló után legyőzte Sofia Arvidssont és a 17. helyen rangsorolt Peng Suajt is, mielőtt kikapott volna a 8. kiemelt Li Nától három játszmában. Az év egyetlen zöld salakos tornáján, a charlestoni versenyen 6. kiemelésének köszönhetően szintén erőnyerő volt az első fordulóban. A másodikban Andrea Hlaváčková ellen szetthátrányból fordítva tudott csak győzelmet elérni. A harmadik körben Jaroszlava Svedovát verte meg 7–5, 6–4-re. A negyeddöntőben a Serena Williams elleni meccsen Lisicki az egyik pontnál megcsúszott és elesett. Ezután orvosi ápolást kért, és játszott még három játékot, de végül 4–1-es Williams-vezetésnél feladta a mérkőzést. Williams, miután kezet fogtak odament Lisickihez, és a következőket mondta: "Ne sírj, különben én is fogok. Ez nem a Roland Garros, addig meg fogsz gyógyulni." A mérkőzés után Lisicki a helyi kórházba vitték, ahol alaposabban megvizsgálták a bokáját. E sérülése után már csak három salakos tornán vett részt, beleértve a Roland Garrost is, de egyik tornán sem tudott meccset nyerni. A Roland Garroson a 167. Bethanie Mattek-Sandstól kapott ki 6–4, 6–3-ra.
Füvön sem kezdte el jól a szereplést, első tornáján, Birminghamben az erőnyerő első forduló után Urszula Radwanskától kapott ki 6–3, 6–4-re, úgy, hogy ezen a tornán címet kellett volna védenie.

## Grand Slam-döntői

### Egyéni

#### Elveszített döntő (1)
| Év   | Bajnokság | Partner | Ellenfelek a döntőben | Döntő eredménye |
| 2013 | Wimbledon | Fű      | Marion Bartoli        | 1–6, 4–6        |

### Páros

#### Elveszített döntő (1)
| Év   | Bajnokság | Partner         | Ellenfelek a döntőben            | Döntő eredménye |
| 2011 | Wimbledon | Samantha Stosur | Květa Peschke Katarina Srebotnik | 3–6, 1–6        |

## Egyéni WTA-döntői

### Győzelmei (4)
| Összesítés           |                        |
| Grand Slam-torna (0) |                        |
| Tier I (0)           | Premier Mandatory* (0) |
| Tier II (0)          | Premier Five* (0)      |
| Tier III (0)         | Premier* (1)           |
| Tier IV (0)          | International* (3)     |
| Tier V (0)           | Challenger* (0)        |

* 2009-től megváltozott a tornák rendszere. Challenger tornákat 2012-től rendeznek.
 Az egymás mellett azonos színnel jelölt tornatípusok között nincs teljes mértékű megfelelés.
|    | Dátum                | Torna                         | Borítás    | Ellenfél a döntőben | Döntő eredménye |
| 1. | 2009. április 19.    | Family Circle Cup, Charleston | Zöld salak | Caroline Wozniacki  | 6–2, 6–4        |
| 2. | 2011. június 12.     | AEGON Classic, Birmingham     | Fű         | Daniela Hantuchová  | 6–3, 6–2        |
| 3. | 2011. augusztus 27.  | Texas Tennis Open, Dallas     | Kemény     | Aravane Rezaï       | 6–2, 6–1        |
| 4. | 2014. szeptember 14. | Hong Kong Open, Hongkong      | Kemény     | Karolína Plíšková   | 7–5, 6–3        |

### Elveszített döntői (5)
|    | Dátum             | Torna                                              | Borítás    | Ellenfél a döntőben | Döntő eredménye  |
| 1. | 2008. október 5.  | Tashkent Open, Taskent                             | Kemény     | Sorana Cîrstea      | 6–2, 4–6, 6–7(4) |
| 2. | 2009. október 25. | BGL Luxembourg Open, Luxembourg                    | Kemény     | Bacsinszky Tímea    | 2–6, 5–7         |
| 3. | 2013. február 3.  | PTT Pattaya Open, Pattaja                          | Kemény     | Marija Kirilenko    | 7–5, 1–6, 6–7(1) |
| 4. | 2013. február 23. | U.S. National Indoor Tennis Championships, Memphis | Kemény (f) | Marina Eraković     | 1–6 feladta      |
| 5. | 2013. július 6.   | Wimbledoni teniszbajnokság, London                 | Fű         | Marion Bartoli      | 1–6, 4–6         |

## Páros döntők

### Győzelmei (4)
| Összesítés           |                        |
| Grand Slam-torna (0) |                        |
| Tier I (0)           | Premier Mandatory* (1) |
| Tier II (0)          | Premier Five* (0)      |
| Tier III (0)         | Premier* (3)           |
| Tier IV (0)          | International* (0)     |
| Tier V (0)           | Challenger* (0)        |

* 2009-től megváltozott a tornák rendszere.
 Az egymás mellett azonos színnel jelölt tornatípusok között nincs teljes mértékű megfelelés.
|    | Dátum             | Torna                                | Borítás   | Partner         | Ellenfél a döntőben                   | Döntő eredménye  |
| 1. | 2011. április 24. | Porsche Tennis Grand Prix, Stuttgart | Salak     | Samantha Stosur | Jasmin Wöhr Kristina Barrois          | 6–1, 7–6(5)      |
| 2. | 2013. április 28. | Porsche Tennis Grand Prix, Stuttgart | Salak (f) | Mona Barthel    | Bethanie Mattek-Sands Szánija Mirza   | 6–4, 7–5         |
| 3. | 2014. március 30. | Sony Open Tennis, Miami              | Kemény    | Martina Hingis  | Jekatyerina Makarova Jelena Vesznyina | 4–6, 6–4, [10–5] |
| 4. | 2015. január 10.  | Brisbane International, Brisbane     | Kemény    | Martina Hingis  | Caroline Garcia Katarina Srebotnik    | 6–2, 7–5         |

### Elveszített döntői (1)
|    | Dátum           | Torna             | Borítás | Partner         | Ellenfél a döntőben              | Döntő eredménye |
| 1. | 2011. július 2. | Wimbledon, London | Fű      | Samantha Stosur | Květa Peschke Katarina Srebotnik | 3–6, 1–6        |

## WTA 125K döntői

### Egyéni: 1 (0–1)
| Eredmény | Dátum              | Torna               | Borítás     | Ellenfél        | Eredmény |
| -------- | ------------------ | ------------------- | ----------- | --------------- | -------- |
| Döntős   | 2018. november 18. | Taipei Open, Tajvan | Szőnyeg (f) | Luksika Kumkhum | 1–6, 3–6 |

## Eredményei Grand Slam-tornákon

### Egyéni
| Grand Slam | Australian Open | Australian Open     | Roland Garros | Roland Garros         | Wimbledon      | Wimbledon        | US Open        | US Open                 |
| Év         | Eredmény        | Utolsó ellenfél     | Eredmény      | Utolsó ellenfél       | Eredmény       | Utolsó ellenfél  | Eredmény       | Utolsó ellenfél         |
| 2008       | 3. kör          | Caroline Wozniacki  | 2. kör        | Szávay Ágnes          | 1. kör         | Marion Bartoli   | 2. kör         | Aljona Bondarenko       |
| 2009       | 2. kör          | Samantha Stosur     | 1. kör        | Lucie Šafářová        | Negyeddöntő    | Gyinara Szafina  | 2. kör         | Anasztaszija Rogyionova |
| 2010       | 2. kör          | Alberta Brianti     | −             | −                     | −              | −                | 2. kör         | Vera Zvonarjova         |
| 2011       | Selejtező (Q2)  | Selejtező (Q2)      | 2. kör        | Vera Zvonarjova       | Elődöntő       | Marija Sarapova  | 4. kör         | Vera Zvonarjova         |
| 2012       | 4. kör          | Marija Sarapova     | 1. kör        | Bethanie Mattek-Sands | Negyeddöntő    | Angelique Kerber | 1. kör         | Sorana Cîrstea          |
| 2013       | 1. kör          | Caroline Wozniacki  | 3. kör        | Sara Errani           | Döntő          | Marion Bartoli   | 3. kör         | J Makarova              |
| 2014       | 2. kör          | Monica Niculescu    | 2. kör        | Mona Barthel          | Negyeddöntő    | Simona Halep     | 3. kör         | M Sarapova              |
| 2015       | 1. kör          | Kristina Mladenovic | 3. kör        | Lucie Šafářová        | 3. kör         | Bacsinszky Tímea | 4. kör         | Simona Halep            |
| 2016       | 2. kör          | Denisa Allertová    | 1. kör        | V Cepede Royg         | 3. kör         | J Svedova        | 1. kör         | J Putyinceva            |
| 2017       | −               | −                   | −             | −                     | 1. kör         | Ana Konjuh       | 1. kör         | Csang Suaj              |
| 2018       | −               | −                   | −             | −                     | Selejtező (Q1) | Selejtező (Q1)   | Selejtező (Q1) | Selejtező (Q1)          |
| 2019       | Selejtező (Q1)  | Selejtező (Q1)      | −             | −                     | Selejtező (Q3) | Selejtező (Q3)   |                |                         |

### Páros
| Grand Slam | Australian Open       | Australian Open                     | Roland Garros           | Roland Garros                  | Wimbledon                 | Wimbledon                              | US Open                  | US Open                           |
| Év         | Eredmény Partner      | Utolsó ellenfél                     | Eredmény Partner        | Utolsó ellenfél                | Eredmény Partner          | Utolsó ellenfél                        | Eredmény Partner         | Utolsó ellenfél                   |
| 2008       | –                     | –                                   | 1. kör Sybille Bammer   | Lucie Hradecká Renata Voráčová | –                         | –                                      | 2. kör Aravane Rezaï     | Katarina Srebotnik Szugijama Ai   |
| 2009       | –                     | –                                   | –                       | –                              | 2. kör Aleksandra Wozniak | Serena Williams Venus Williams         | –                        | –                                 |
| 2010       | 1. kör Aravane Rezaï  | Czink Melinda Natalie Grandin       | –                       | –                              | –                         | –                                      | –                        | –                                 |
| 2011       | –                     | –                                   | –                       | –                              | Döntő Samantha Stosur     | Květa Peschke Katarina Srebotnik       | 1. kör Samantha Stosur   | Eléni Danjilídu Polona Hercog     |
| 2012       | –                     | –                                   | –                       | –                              | 3. kör Hszie Su-vej       | Flavia Pennetta F Schiavone            | Negyeddöntő Peng Suaj    | Andrea Hlaváčková Lucie Hradecká  |
| 2013       | –                     | –                                   | 3. kör Janette Husárová | Sara Errani Roberta Vinci      | –                         | –                                      | –                        | –                                 |
| 2014       | –                     | –                                   | –                       | –                              | –                         | –                                      | –                        | –                                 |
| 2015       | –                     | –                                   | 1. kör Andrea Petković  | A Kudrjavceva A Pavljucsenkova | –                         | –                                      | 1. kör Karolína Plíšková | Mona Barthel Laura Siegemund      |
| 2016       | 2. kör B Mattek-Sands | Anastasia Rodionova Arina Rodionova | 2. kör Andrea Petković  | Hszü Ji-fan Cseng Szaj-szaj    | 1. kör Eugenie Bouchard   | Gabriela Dabrowski MJ Martínez Sánchez | 3. kör A Kudrjavceva     | Andreja Klepač Katarina Srebotnik |
| 2017       | –                     | –                                   | –                       | –                              | –                         | –                                      | 2. kör Raquel Atawo      | Babos Tímea Andrea Hlaváčková     |

## Év végi világranglista-helyezései
| Év     | 2004 | 2005 | 2006 | 2007 | 2008 | 2009 | 2010 | 2011 | 2012 | 2013 | 2014 | 2015 | 2016 | 2017 | 2018 | 2019 | 2020 | 2021 | 2022 |
| Egyéni | 941. | 437. | 497. | 237. | 54.  | 23.  | 179. | 15.  | 37.  | 15.  | 27.  | 32.  | 92.  | 268. | 228. | 335. | 622. | –    | 427. |
| Páros  | –    | –    | –    | 474. | 145. | –    | –    | 45.  | 55.  | 71.  | 72.  | 84.  | 104. | 397. | –    | –    | –    | –    | 380. |